# Taisetsuzan
Daisetsuzan eller Taisetsuzan (japanska: 大雪山系?, Daisetsuzan-kei) (ainu:Nutapukaushipe) är en grupp stratovulkaner på den japanska ön Hokkaido. Den högsta toppen är Asahidake 2290,9 m ö.h.. Massivet ingår i Daisetsuzan nationalpark.